# Valoŭka
Valoŭka (vitryska: Валоўка) är ett vattendrag i Belarus.   Det ligger i voblasten Hrodna voblast, i den centrala delen av landet, 90 km väster om huvudstaden Minsk.
Omgivningarna runt Valoŭka är en mosaik av jordbruksmark och naturlig växtlighet. Runt Valoŭka är det ganska glesbefolkat, med 32 invånare per kvadratkilometer.